# Ciudad de David

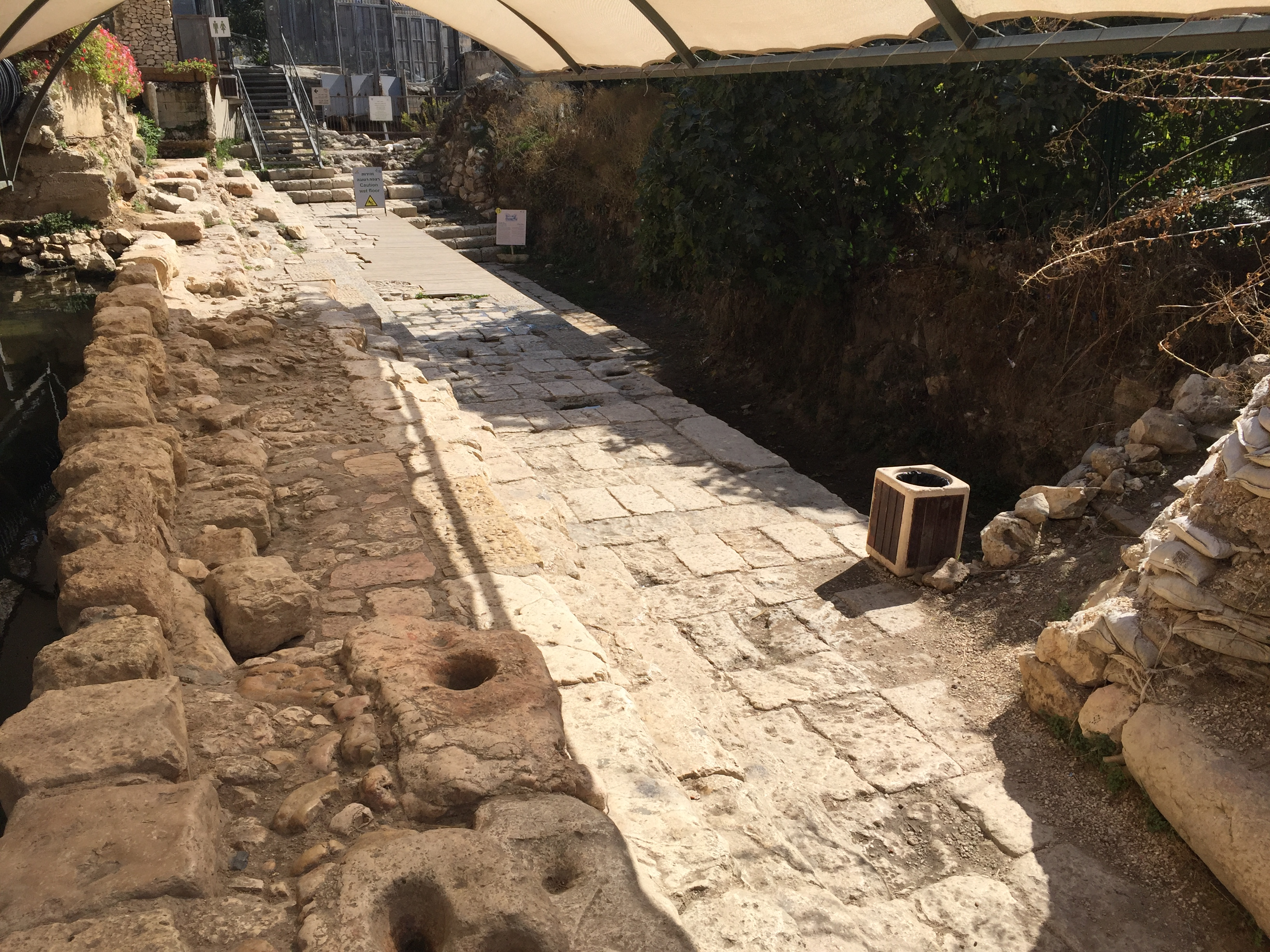
Restos de la Piscina de Siloé de los tiempos del Segundo Templo.

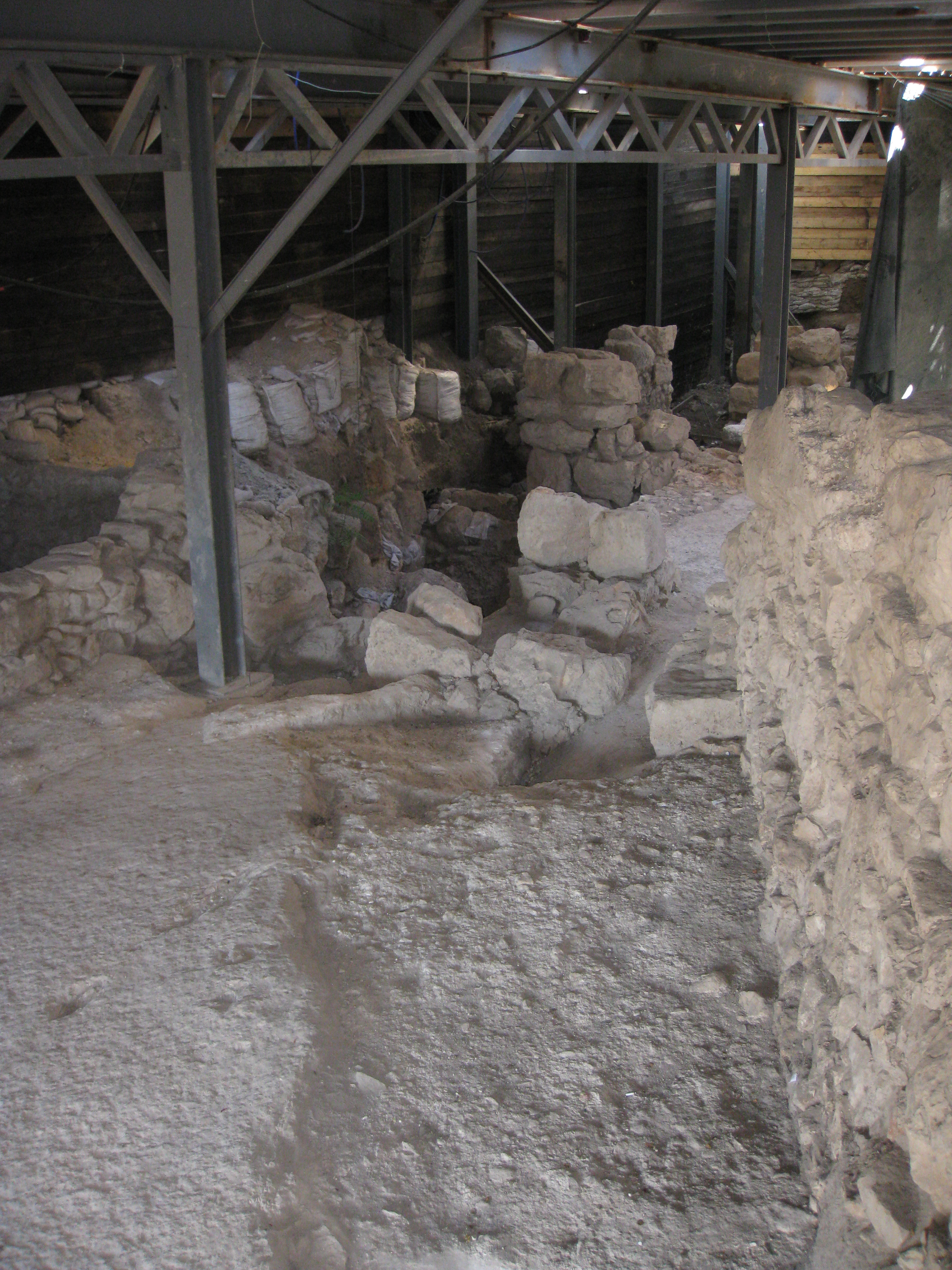
Gran Estructura de Piedra.

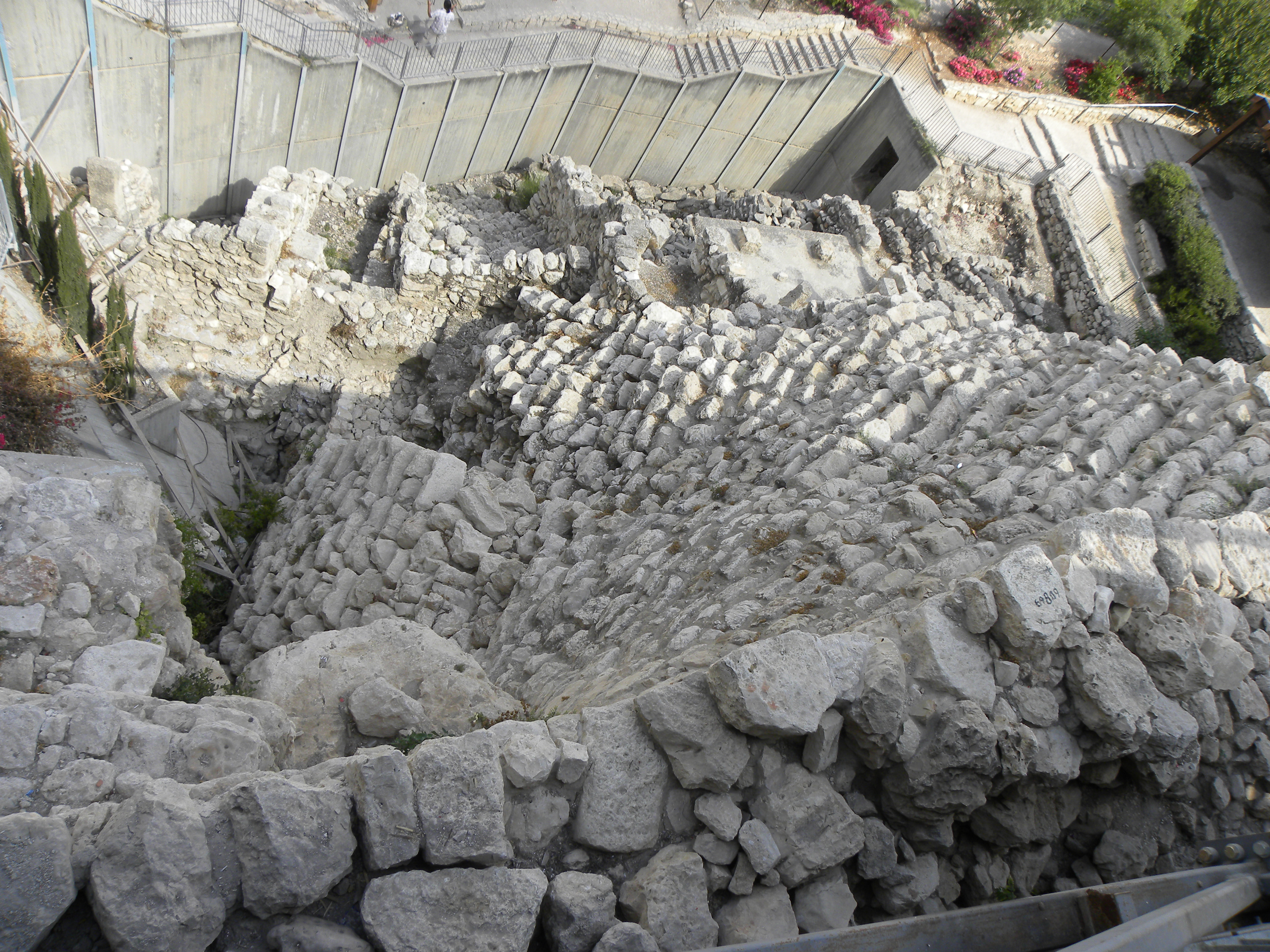
Estructura de Piedra Escalonada.

La Ciudad de David (en hebreo: עיר דוד, romanizado: Īr Davīd) es el nombre dado a un sitio arqueológico considerado por la mayoría de los académicos como el núcleo de asentamiento original de Jerusalén durante la Edad de los Metales. Está situada en la parte baja de la Colina Oriental de Jerusalén.  El Tanaj llama esta zona Jebús (יבוס Yeḇūs), debido a que según la Biblia, fue fundada y habitada por la tribu cananea de los jebuseos, hasta su conquista por el rey israelita David.
Alrededor de la Fuente del Gihón se han encontrado restos de una red defensiva que se remontan a la Edad del Bronce Medio y que continuó siendo usada en los periodos siguientes. También se han descubierto dos estructuras de la Edad del Hierro, conocidas como la Gran Estructura de Piedra y la Estructura de Piedra Escalonada. Los académicos debaten sobre si estas estructuras podrían estar relacionadas con el rey David o ser de un periodo posterior. En esta zona se encuentra también el conocido como Túnel de Ezequías, que pudo haber sido construido por ese rey a finales del siglo VIII a. C. como preparativo para el asedio asirio de Jerusalén. Sin embargo, recientes excavaciones sugieren que el túnel podría haber sido realizado a finales del siglo IX o principios del VIII a. C.. También se encuentra aquí la Piscina de Siloé y la Calle Escalonada, construida por los romanos, que lleva desde la piscina hasta el Monte del Templo.
Las partes excavadas del sitio arqueológico son actualmente parte del Parque Nacional de las Murallas de Jerusalén-Ciudad de David, dependiente de la Autoridad de Naturaleza y Parques de Israel.

## Nombre

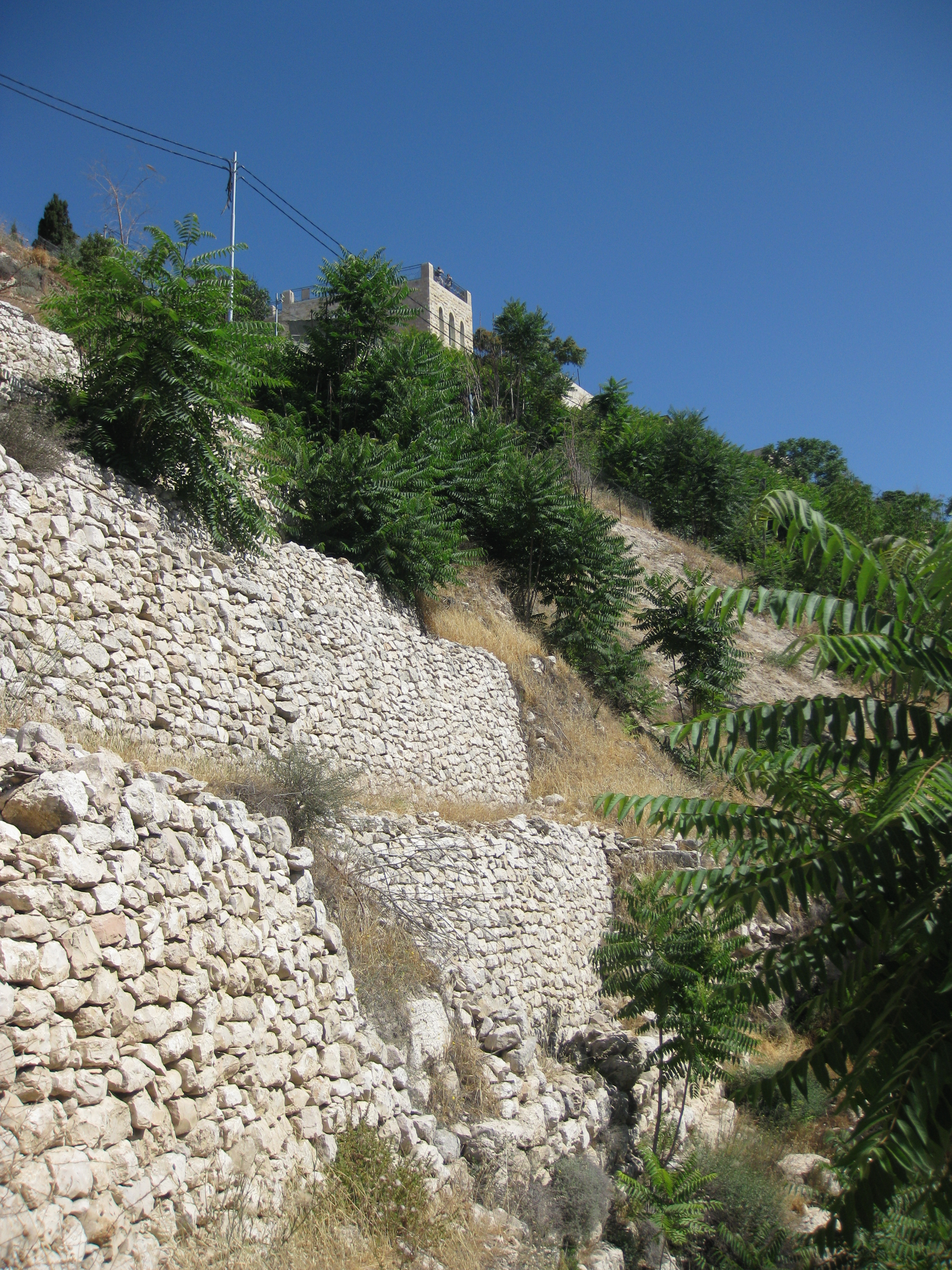
Muralla jebusea.

En Génesis 14:18,  se designa a Jerusalén como Salem y a su regente y sacerdote en tiempos de Abraham , Melquisedec, que significa rey de justicia ( מַלְכִּי malki="rey"; -צְדָקָה tsedaqah="justicia"). Josué 10:1 llama Adonisedec (señor de justicia) al entonces rey de Jerusalén.
Jebus significa "pisado" (con los pies). La Biblia usa la palabra jebuseo para describir a los habitantes preisraelitas de Jerusalén. De acuerdo a la Tabla de las Naciones en Génesis 10:9, los jebuseos eran identificados como una tribu cananea, que aparece en tercer lugar en la lista de naciones, entre los hititas y los amoritas. Theophilus G. Pinches halló una referencia a "Yabusu", que él interpretó como una forma antigua de Jebus, en una tableta de contrato que data del 2200 a. C.
Para Niels Peter Lemche, el apelativo étnico "jebuseos" no tiene antecedentes en las múltiples menciones históricas no bíblicas a Jerusalén. El origen preciso del nombre hebreo (יְרוּשָׁלַיִם Yerushalayim) es incierto y los académicos ofrecen distintas interpretaciones. El nombre de Jerusalén es anterior a la conquista israelita, pues en el alfabeto sumerio uru debe leerse yerû, que significa "ciudad". La forma en escritura cuneiforme, atestiguada en las Cartas de El Amarna, emplea un elemento sumerio 𒌷 (URU) y el complemento acadio S-L-M, es decir, salim, en las formas: ú-ru-sa-lim y ú-ru-ša10-lim.  El sumerograma URU debe leerse en acadio yerû, que significa "ciudad", según Hamilton, por lo cual Uru-salim, significa: "fundada por Shalim, dios asociado con el anochecer y la estrella de la tarde en los sentidos etimológicos de "culmización" del día, "puesta de sol", "descanso" y "paz".
El nombre Abdi-Heba,  mencionado en las Cartas de Amarna como rey de Urušalim (Jerusalén) hacia el año 1330 a. C., es un nombre teofórico invocando a una diosa hurrita llamada Hebat, conocida como "la madre de todos los vivos". Esto implica que los llamados jebuseos eran hurritas o influenciados por la religión hurrita, o en ese momento estaban dominados por la clase hurrita maryannu.
El nombre Ciudad de David aparece en la Biblia cuando el rey israelita David conquista Jerusalén, entonces llamada Jebus, a los jebuseos. La conquista de David de la ciudad es mencionada dos veces en la Biblia, en los 2 Samuel 5:6-9, donde también se menciona en ella una fortaleza llamada Sión, y en 1 Crónicas 11:4. Flavio Josefo, en su obra Antigüedades de los judíos, narra también la conquista de la ciudad.
Según la Biblia, el nombre "Ciudad de David" fue usado para este lugar tras la conquista por David en el hacia el 1000 a. C.. La Ciudad de David era más grande que la zona arqueológica actualmente excavada. El término "Ciudad de David" es mencionado en la Biblia en 1 Reyes 11:27, 2 Samuel 5:9, 2 Crónicas 32:30 y Nehemías 3:15-16. En 1 Reyes 2:11 se dice que David fue rey de Israel durante 40 años, reinando 7 en Hebrón y 33 en Jerusalén.
Los palestinos llaman a esta zona Wadi al-Hilweh. Rannfrid Thelle, investigadora europea, considera que el nombre "Ciudad de David" es favorable a la agenda nacional israelí y a los cristianos que la apoyan.

## Historia
Las pruebas cerámicas indican la ocupación de Ophel, dentro de lo que es actualmente Jerusalén, en época tan temprana como la Edad de Cobre, cerca del tercer milenio antes de Cristo, con evidencia de un asentamiento permanente en los primeros siglos de la Edad del Bronce temprano, c. 3000-2800 AC. Ann Killerbrown demostró que Jerusalén era una ciudad grande y amurallada en las etapas MB IIB y IA IIC (entre 1807-1650 y 720-586 a. C.), durante la Edad Media de Bronce Tardío y las edades IA I IC ID IE IF y IIA/B Jerusalén era un pueblo sin amurallar y relativamente insignificante.
Los escritos más tempranos que hacen referencia a la ciudad son los agrupados en los Textos de Execración de Berlín y Bruselas (c. siglo XIX a. C; los cuales se refieren a una ciudad llamada Joshlamen o Rosh-Ramen) y en las Cartas de Amarna (c. siglo XIV a. C.). yendo a Kathleen Kenyon, creen que Jerusalén fue una ciudad fundada por un pueblo semítico occidental con asentamientos organizados cerca del siglo XXVI a. C. De acuerdo a la tradición fue fundada por Sem y Eber, ancestros de Abraham. Los recuentos bíblicos muestran a los jebuseos en control de la ciudad, habitando los terrenos cercanos a la ciudad actual hasta el siglo XI a. C. cuando David invadió y conquistó su ciudad, Jebús, estableciendo allí la capital del Reino de Israel y Judá (c. 1000s a. C.).